# Ankylopteryx fraterna
Ankylopteryx fraterna är en insektsart som beskrevs av Banks 1939. Ankylopteryx fraterna ingår i släktet Ankylopteryx och familjen guldögonsländor. Inga underarter finns listade i Catalogue of Life.